# Ligne Taisha
La ligne Taisha (大社線, Taisha-sen) est une ligne ferroviaire de la compagnie Ichibata Electric Railway (Bataden) située à Izumo, dans préfecture de Shimane au Japon. Elle relie la gare de Kawato à celle de Izumo Taisha-mae. Elle dessert le grand sanctuaire d'Izumo.

## Histoire
La ligne ouvre le 2 février 1930.

## Caractéristiques

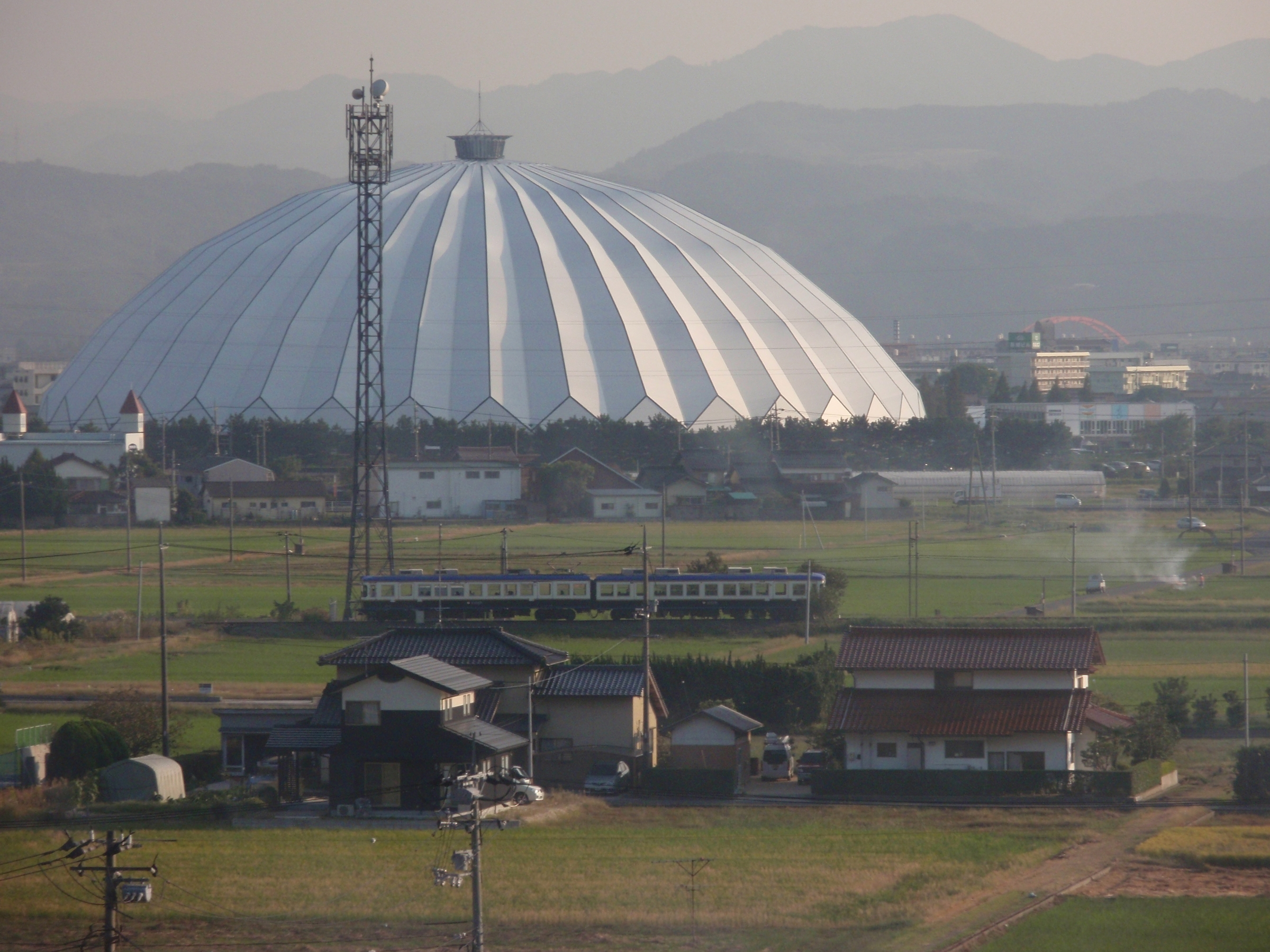
La ligne Taicha près de l'Izumo Dome.

### Ligne
- Longueur : 8,3 km
- Ecartement : 1 067 mm
- Alimentation : 1 500 V cc par caténaire
- Nombre de voies : Voie unique

### Liste des gares
La ligne comporte 5 gares.
| Numéro | Gare                   | Nom japonais | Distance (km) | Correspondances       | Localisation |
| ------ | ---------------------- | ------------ | ------------- | --------------------- | ------------ |
| 5      | Kawato                 | 川跡         | 0             | Bataden : Kita-Matsue | Izumo        |
| 23     | Takahama               | 高浜         | 2,8           |                       | Izumo        |
| 24     | Yōkan                  | 遙堪         | 4,8           |                       | Izumo        |
| 25     | Hamayamakōen-Kitaguchi | 浜山公園北口 | 6,4           |                       | Izumo        |
| 26     | Izumo Taisha-mae       | 出雲大社前   | 8,3           |                       | Izumo        |